# Chapeau claque (film)
Pour l’article homonyme, voir Chapeau claque.
Pour plus de détails, voir Fiche technique et Distribution.
Chapeau claque (ou La Vieille Dame au chapeau claque ; en russe : Шапокляк, Chapokliak) est un film de marionnettes soviétique réalisé par Roman Katchanov en 1974. Le film met en scène les personnages créés par Edouard Ouspenski. C'est le second des quatre films tirés de ses livres dont il signe également le scénario.

## Fiche technique
- Titre : Chapeau claque
- Titre original russe : Шапокляк Chapokliak
- Réalisation : Roman Katchanov
- Scénario : Roman Katchanov, Edouard Ouspenski
- Photographie : Théodore Bounimovitch (ru), Alexandre Joukovski
- Direction artistique : Léonide Schwartzman
- Musique originale : Vladimir Chaïnski
- Paroles de la chanson : Edouard Ouspenski
- Marionnettes et décors : Vladimir Alissov, Marina Tchesnokova, Semion Etlis Roman Gourov, Liliana Lioutinskaïa, Oleg Massaïnov, Alexandre Chirchkov, Svetlana Znamenskaïa
- Animateurs : Iouri Norstein, Natalia Dabizha (ru), Pavel Petrov, Maïa Bouzinova, Boris Savine
- Son : Georgy Martynyuk
- Rédaction : Natalia Abramova (ru)
- Producteur exécutif : Nathan Bitman (ru)
- Montage : Nadejda Trechtcheva
- Production : Soyouzmultfilm
- Pays :  Union soviétique
- Durée : 19 minutes 48 secondes
- Sortie : 1974

## Distribution
- Vassili Livanov : Guena le crocodile
- Clara Roumianova : Tchebourachka
- Irina Mazing (ru) : vieille dame au Chapeau-Claque
- Vladimir Ferapontov (ru) : Petia / Directeur d'usine / chanson Le Wagon bleu